# Dongcheon-dong, Yongin
Dongcheon-dong (koreanska: 동천동) är en stadsdel i staden Yongin i provinsen Gyeonggi, i den nordvästra delen av Sydkorea, 27 km söder om huvudstaden Seoul. Den ligger i stadsdistriktet Suji-gu.